# Fenazon

Strukturformel för fenazon

Fenazon (systematiskt namn 1-fenyl-2,3-dimetyl-3-pyrazolin-5-on, summaformel C11H12N2O), fram till 1950- 1960-talet oftast kallat antipyrin (av grekiska anti, mot, och pyr, eld, feber), är ett läkemedel med smärtstillande och febernedsättande verkan.
Fenazon framställdes första gången 1883 av den tyske kemisten Ludwig Knorr, som patenterade ämnet och sålde patenträttigheterna 1884. Det bildar färglösa kristallfjäll som är lättlösliga i vatten, alkohol och kloroform. Antipyrin fick relativt omfattande och mångsidig användning såsom läkemedel till följd av sina febernedsättande och smärtstillande verkningar, och var det mest använda syntetiska läkemedlet innan det i början av 1900-talet till stor del ersattes av bl.a. acetylsalicylsyra, men har inte försvunnit från marknaden. Fenazon var det första verkligt framgångsrika syntetiska läkemedlet.
Medlet gavs i första hand mot neuralgiska smärtor, migrän och liknande, men även mot reumatism, kikhosta m.m., ungefär som det tidigare använda ämnet antifebrin (acetanilid). Framför antifebrinet hade antipyrinet fördelen av mindre utpräglade biverkningar, men däremot ett betydligt högre pris. Det nyttjades även utvärtes som antiseptiskt och blödningsstillande medel. Fenazon går att köpa på svenska apotek och enligt FASS är doseringen 1 tablett 1-2 gånger per dygn (2x 400mg) och den smärtstillande effekten kvarstår i 15 timmar eller längre.
En anledning till att fenazon i huvudsak slutade användas var risken för biverkningar i form av granulocytopeni.